# Markthal van Belfort

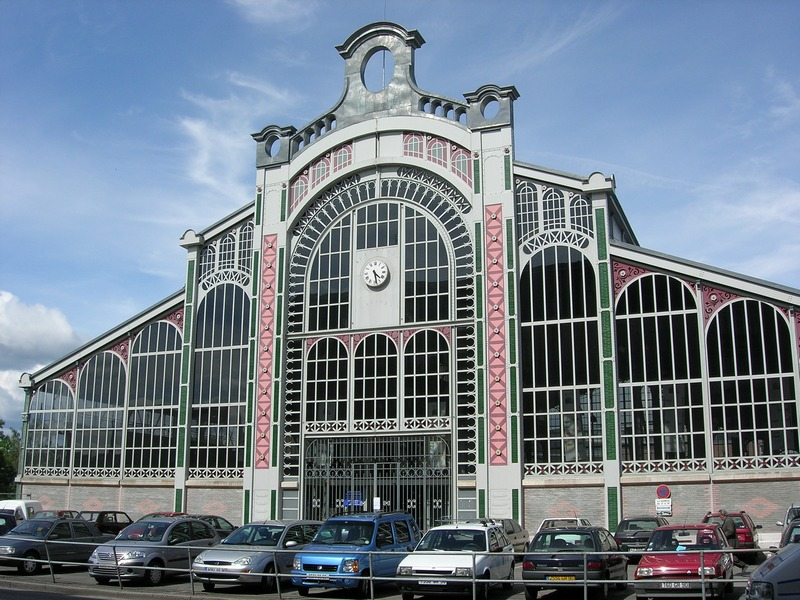

De Markthal van Belfort (Frans: Le Marché Couvert of Marché couvert Frery) is een overdekte markthal in de Franse stad Belfort. Het bouwwerk, een stalen constructie met glas, werd in de periode 1904-1905 gerealiseerd naar een ontwerp van de Franse architect Eugène Lux. Het werd op 6 mei 1905 geopend voor het publiek. Het beschermde monument is vrij toegankelijk voor het publiek.